# Света Марија на Красу (Умаг)
Света Марија на Красу (итал. Madonna del Carso) је насељено место у Републици Хрватској у Истарској жупанији. Административно је у саставу Града Умага.

## Географија
Света Марија на Красу је насеље у Бујштини, 6 км североисточно од Умага, на локалном путу Плованија— Умаг, а на надморској висини од 92 метара. Становници се баве пољопривредом зог плодног земљишта и погодне климе.

## Историја
Насеље је настало као средиште земљишног поседа са неколико стамбених кућа и црквом. Снажније се развило у другој пололовини. XX века, а гравитирају му околни засеоци Шајини, Локвини и Коршија, и удаљенији Шоши, Карпињан, Фратрица и др. Са суседним насељем Кмети чини јединствену насељену целину, али се статистички воде као одвојена насеља.
Жупна црква Блажене Дјевице Марије од Милости је једнобродна грађевина. Изграђена је у XVI веку на месту старије, а обновљена је 1991. У саставу цркве је звоник из 1930, висок 20 метара. Капела на гробљу изграђена 1913, посвећена је Светом Антуну Падованском. Највећа зграда у селу је двоспратна палата породице Шоша (Sossa), изграђена у XVII веку.

## Становништво
Према последњем попису становништва из 2011. године у насељу Света Марија на Красу живело је 341 становника у 198 домаћинстава.
Кретање броја становника по пописима 1857—2001.
| година пописа  | 1857. | 1869. | 1880. | 1890. | 1900. | 1910. | 1921. | 1931. | 1948. | 1953. | 1961. | 1971. | 1981. | 1991. | 2001. | 2011. |
| бр. становника | 0     | 0     | 133   | 134   | 172   | 178   | 0     | 352   | 272   | 195   | 201   | 173   | 151   | 207   | 293   | 341   |

Напомена:У 1857, 1869. и 1921. подаци су садржани у насељу Каштел, град Бује, као и део података у 1880. До 1991. исказује се под именом Марија на Красу. Као насеље исказује се од 1931. У 2001. издвојио се ненасељени део насеља из којега је формирано ново истоимено насеље Света Марија на Красу које је припало граду Бује.

## Попис1991.
На попису становништва 1991. године, насељено место Света Марија на Красу је имало 207 становника, следећег националног састава:
| Попис 1991.‍  | Попис 1991.‍  | Попис 1991.‍ | Попис 1991.‍ | Попис 1991.‍ |
| ------------ | ------------ | ----------- | ----------- | ----------- |
|              |              |             |             |             |
| Хрвати       | Хрвати       |             | 54          | 26,08%      |
| Италијани    | Италијани    |             | 52          | 25,12%      |
| Албанци      | Албанци      |             | 26          | 12,56%      |
| Словенци     | Словенци     |             | 9           | 4,34%       |
| Срби         | Срби         |             | 9           | 4,34%       |
| Румуни       | Румуни       |             | 3           | 1,44%       |
| Југословени  | Југословени  |             | 2           | 0,96%       |
| Мађари       | Мађари       |             | 2           | 0,96%       |
| неопредељени | неопредељени |             | 8           | 3,86%       |
| регион. опр. | регион. опр. |             | 42          | 20,28%      |
| укупно: 207  |              |             |             |             |